# Frank Rost
Frank Rost (Karl-Marx-Stadt, 30 de Junho de 1973) é um ex-futebolista alemão seu ultimo time foi o Red Bull New York.

## Carreira
Tendo um pai handebolista campeão olímpico Peter Rost, e a mãe também handebolista Christina Rost, Rost não seguiu o exemplo dos pais. Iniciou sua carreira ainda no futebol da extinta Alemanha Oriental, Rost passou a fazer sucesso na carreira enquanto atuava no Werder Bremen (onde marcou um tento com bola rolando em sua última temporada no clube durante uma partida contra o Hansa Rostock, feito alcançado apenas pelo próprio Rost e Jens Lehmann) e, posteriormente durante sua passagem por Schalke 04 (tendo disputado suas quatro partidas pela Seleção Alemã durante sua passagem pelo clube) e Hamburgo. Rost ainda detém o recorde de partidas de um alemão (sendo o segundo no total) na extinta Copa da UEFA, com 89.
Após não renovar seu contrato com o Hamburgo, assinou em 13 de julho de 2011 com o Red Bull New York.
No final de 2011, Rost anunciou sua aposentadoria.

## Títulos
Werder Bremen
- Copa da Alemanha: 1994, 1999
- Copa Intertoto da UEFA: 1998

Schalke 04
- Copa Intertoto da UEFA: 2003, 2004
- Copa da Liga Alemã: 2005

Hamburgo
- Copa Intertoto da UEFA: 2007